# CSM Corona Brașov (hochei pe gheață)
ASC Corona Brașov este un club de hochei pe gheață din Brașov, România care evoluează in Liga Națională de hochei și Erste Liga.

## Istoric
Clubul a fost înființat în anul 2007 sub numele de SCM -Fenestela 68 Brașov, iar din 2010 este parte din clubul sportiv ASC Corona 2010 Brașov.
Primul trofeu din istoria clubului vine în anul 2012, când după o victorie cu 3-2 în fața celor de la HSC Csíkszereda, clubul caștigă Cupa României. În anul 2014 urmeaza și caștigarea primului trofeu de Liga Națională.
Începând cu sezonul 2009/2010, echipa debutează în Erste Liga, o puternică ligă cu echipe din România și Ungaria.

## Jucători celebri
- Árpád Mihály (n. 1980), căpitan

## Palmares
- Liga Națională de hochei:
  - Campioni (6): 2013–14, 2016–17, 2018–19, 2020–21, 2022–23, 2023–24
  - Vice-campioni (3): 2010–11, 2011–12, 2012–13
- Cupa României:
  - Campioni (4): 2012, 2015, 2021, 2024
  - Vice-campioni (6): 2009, 2011, 2012, 2014, 2018, 2019
- Erste Liga:
  - Campioni (1): 2023–24
  - Vice-campioni (1): 2013–14, 2020–21